# Рабемила, Марк
Марк Рабемила (фр. Marc Rabémila, 27 апреля 1938, Мароадабо, Алаутра-Мангуру — 16 мая 2008) — французский и мадагаскарский легкоатлет, выступавший в тройном прыжке. Участник летних Олимпийских игр 1964 года.

## Биография
Марк Рабемила родился 27 апреля 1938 года в мадагаскарской коммуне Мароадабо.
Первоначально выступал в международных легкоатлетических соревнованиях за Францию, чьей колонией был Мадагаскар. В 1959 году завоевал серебряную медаль Средиземноморских игр в Бейруте в тройном прыжке, показав результат 15,47 метра и уступив 35 сантиметров французу Эрику Баттисте.
Впоследствии выступал за Мадагаскар, получивший независимость в 1960 году.
В 1964 году вошёл в состав сборной Мадагаскара на летних Олимпийских играх в Токио. В тройном прыжке занял 28-е место в квалификации, показав результат 14,62 — на 1,18 метра меньше норматива, дававшего право выступить в финале.
Умер 16 мая 2008 года.

## Личный рекорд
- Тройной прыжок — 15,72 (1965)[2]